# Limousin
Das Limousin [limuˈzɛ̃] (okzitanisch Lemosin) ist eine Landschaft in der Mitte Frankreichs und im nordwestlichen Teil des Zentralmassivs. Unter diesem Namen gab es eine Region mit den Départements Corrèze, Creuse und Haute-Vienne. Mit einer Fläche von 16.942 km² und 728.087 Einwohnern (Stand 1. Januar 2022) war das Limousin eine der am dünnsten besiedelten Regionen Frankreichs. Hauptstadt der Region war Limoges.
Am 1. Januar 2016 wurde sie mit den Nachbarregionen Poitou-Charentes und Aquitaine zur Nouvelle-Aquitaine zusammengeschlossen.

## Geographie
Der wichtigste Fluss ist die Vienne, an der auch Limoges liegt. Die Landschaft ist bereits zum Teil recht hügelig. So liegen im Südteil die Monts du Limousin und östlich anschließend das höhergelegene Plateau de Millevaches, die beide dem Massif Central angehören.

## Wappen
Beschreibung: In Weiß sechs Reihen eingestreute schwarze Hermelin mit rotem Bord.

## Geschichte
Spuren des Bergbaus im Limousin gehen bis ins 5. Jh. v. Chr. zurück.
Im 7. Jahrhundert kam das Gebiet unter fränkische Herrschaft und zerfiel später in mehrere Vizegrafschaften, die jahrhundertelang vom Haus Anjou-Plantagenet beherrscht wurden. 1607 fiel es unter die direkte Kontrolle der französischen Krone. Den Nordteil des Landes bildet die historische Landschaft La Marche.
Ab 1939 wurden von der französischen Verwaltung im Limousin etwa fünfzig Sammel-, Überwachungs-, Internierungs- und Arbeitslager eingerichtet. Während des gesamten Zweiten Weltkrieges dienten sie der Unterdrückung von Gegnern des Vichy-Regimes und später von Opfern der Nazi-Besatzer.
Mit der Einrichtung der Regionen in Frankreich 1960 entstand die Region Limousin in den bis 2016 gültigen Grenzen. 1972 erhielt die Region den Status eines Établissements public unter Leitung eines Regionalpräfekten. Durch die Dezentralisierungsgesetze von 1982 erhielten die Regionen den Status von Collectivités territoriales (Gebietskörperschaften), wie ihn bis dahin nur die Gemeinden und die Départements besessen hatten. Im Jahre 1986 wurden die Regionalräte erstmals direkt gewählt. Seitdem wurden die Befugnisse der Region gegenüber der Zentralregierung in Paris schrittweise erweitert.

Am 1. Januar 2016 wurde die Region Limousin mit den benachbarten Regionen Aquitanien und Poitou-Charentes zu einer neuen Region mit dem Namen Nouvelle-Aquitaine („Neu-Aquitanien“) fusioniert.
In vielen Städten und Dörfern werden alle sieben Jahre feierliche Prozessionen mit den Reliquien aus den örtlichen Kirchen veranstaltet. Diese Tradition wurde 2013 in die UNESCO-Liste des immateriellen Kulturerbes der Menschheit aufgenommen.

## Bevölkerung

### Städte
Die bevölkerungsreichsten Städte des Limousin sind:
| Stadt              | Einwohner (Jahr) | Département  |
| ------------------ | ---------------- | ------------ |
| Limoges            | 129.754 (2022)   | Haute-Vienne |
| Brive-la-Gaillarde | 46.769 (2022)    | Corrèze      |
| Tulle              | 13.602 (2022)    | Corrèze      |
| Guéret             | 12.814 (2022)    | Creuse       |
| Saint-Junien       | 11.382 (2022)    | Haute-Vienne |
| Panazol            | 11.207 (2022)    | Haute-Vienne |

### Sprache
Alleinige Amtssprache des Limousin ist Französisch. Die historische Sprache der Region ist das Limousinische, eine Varietät (ein Dialekt) des Okzitanischen mit französischem Einfluss, in der auch einige Troubadours ihre Lyrik verfasst haben.

## Politische Gliederung
Die Region Limousin untergliedert sich in drei Départements:
| 240.120 | (2022) |

| 115.529 | (2022) |

| 372.438 | (2022) |

## Wirtschaft
Im Vergleich mit dem BIP der EU ausgedrückt in Kaufkraftstandards erreichte die Region 2006 einen Index von 89,5 (EU-27 = 100).

## Partnerschaft
Der Bezirk Mittelfranken schloss 1981 als erste Region in Bayern eine Partnerschaft mit dem Département Haute-Vienne in Frankreich; in den Jahren danach folgten entsprechende Vereinbarungen mit den beiden Nachbardépartements Creuse und Corrèze. Dies mündete 1995 in eine Partnerschaft zwischen der (Gesamt-)Region Limousin und dem Bezirk Mittelfranken. Diese Partnerschaft besteht heute zwischen Mittelfranken und Nouvelle-Aquitaine.